# Yrast
Ein Yrast-Zustand (yrast: Superlativ von schwedisch yr = etwa „schwindelig“, als Anspielung auf schnelles Drehen) ist für einen Atomkern mit einem bestimmten Drehimpuls der Zustand mit der geringsten Anregungsenergie, die bei diesem Drehimpuls möglich ist. Der Kern in einem Yrast-Zustand ist „kalt“, denn seine Anregungsenergie steckt (fast) vollständig in der Rotationsenergie
{\displaystyle E_{\mathrm {rot} }={\frac {I(I+1)\hbar ^{2}}{2\Theta }}}
(mit dem Drehimpuls {\displaystyle I} und dem Trägheitsmoment des Kerns {\displaystyle \Theta }). Trägt man die möglichen Anregungsenergien des Kerns als Funktion des Drehimpulses auf und verbindet die Punkte der Yrast-Zustände miteinander, ergibt sich die Yrast-Linie.
Ist ein Kern durch kollektive Rotation hoch angeregt, gibt er seine Energie zunächst durch eine Serie von Übergängen ab, die durch Nukleonen-Emission auf die Yrast-Linie zustreben (Yrast-Kaskade). Diese wird dann nicht mehr verlassen; die Energie und der Drehimpuls werden dann schrittweise überwiegend über Gammastrahlen abgegeben. Solche Kerne werden deshalb meist mit Gammaspektroskopie beobachtet.
Yrast-Zustände geben die Möglichkeit, Kernmaterie unter extremen Bedingungen mit hohen Zentrifugal- und Corioliskräften zu studieren. Zum Beispiel können Trägheitskräfte die Nukleonenpaarungen aufbrechen, so dass der Kern deformiert wird und sein Trägheitsmoment sich ändert. Neben dem Yrast-Zustand selbst liefern auch dessen angeregte Zustände, darunter kollektive Anregungen, Informationen über den Kern.
Die Benennung entstand in den 1960er Jahren, als es möglich wurde, in Schwerionenexperimenten Kerne mit Drehimpulsen zum Beispiel bis in den Bereich von 70 ℏ anzuregen. Der bei den peripheren Stößen der Schwerionen gebildete Compoundkern mit hohem Drehimpuls gab seine Anregungsenergie durch Gammastrahlungs-Kaskaden ab, wobei in den einzelnen Schritten über Gammaquanten jeweils ein oder zwei Drehimpulseinheiten abgeführt werden. Es gibt aber auch andere Zerfallsarten (wie Alpha-Zerfall); bei hohen Drehimpulsen kann die Deformation der Kerne bis zur Spaltung führen.